# 金江镇 (澄迈县)
金江鎮，清朝末年及中華民國大陸時期時為集市金江市，古作打鐵市，是海南島上的一個行政建制鎮，位於南渡江的北岸，現為中華人民共和國海南省澄邁縣的縣治。
澄邁縣的縣治在清朝光緒年間由老城墟（今老城鎮）遷至金江鎮時，時人發現鄰近的南渡江中的沙土有黃金，並將當時的南渡江命名為「金江」，金江鎮因而得名。金江鎮距離海南省省會海口市48公里，在清朝康熙年間即為澄邁縣的重要墟市，而在嘉慶年間則已有「小蘇州」之譽。

## 歷史
金江鎮位於南渡江北岸，距離海南省省會海口市48公里。金江鎮所在曾有一個名為「打鐵市」的集市，因相傳當初有幾戶打鐵匠居於當地而得名，而此名也記載於道光年間的《瓊州府志》第九卷。澄邁縣的縣治原設在縣東北海濱的老城墟（今老城鎮），惟當地水土較差。後來，老城墟發生強烈地震，此後瘟疫流行，病死了很多人，使縣治終在光緒十八年（1892年）自老城墟遷至打鐵市。遷治時，時人發現時稱「新安江」的南渡江中的沙土含有黃金，於是就將之命名為「金江」，打鐵市也隨之更名為「金江市」。中華民國成立後，澄邁縣仍治金江市。1950年4月23日，中国人民解放军第四野战军进驻澄迈县后，解放军琼崖纵队所属澄邁縣民主政府從六芹山遷入金江市，並於同年5月1日改稱「澄邁縣人民政府」，金江鎮仍為澄邁縣的縣治至今。

## 行政區劃
金江鎮是中華人民共和國海南省澄邁縣下轄的一個行政建制鎮。中華人民共和國建国後，於現金江鎮所在地設置金江區，為县辖区。1957年，金江區改置為金江鎮，其後同屬澄邁縣的太平鄉併入金江鎮。1958年，金江鎮改置為金江人民公社，直至1986年方復置為金江鎮。
金江鎮現時下轄11個社區和44個行政村，共55個村級行政單位如下：建国社区、中山社区、文化中社区、文化北社区、城东社区、向阳社区、钟寨社区、光明社区、城西社区、江南社区、长安社区、大塘村、村头村、大催村、塘口村、博潭村、京岭村、大坡村、天山村、大拉村、新云村、长坡村、长村、合福村、军口村、南墩村、东联村、北河村、五联村、六角塘村、茂坡村、福龙村、潘村、美亭村、黄竹村、龙坡村、名山村、好让村、大美村、扬坤村、雅新村、塘北村、兴加村、太平村、夏富村、六山村、北方村、木棉村、春芳村、海仔村、山口村、善井村、高山朗村、道南村和仁丁村。

## 經濟發展
金江鎮的集市在清朝康熙年間即為澄邁縣「商賈多聚」的重要墟市，而在嘉慶年間已發展成「山川分明，人文淵藪，貨物所聚，舟車所過」、被人目為「小蘇州」的繁華市鎮。金江鎮的輸出品以生豬、米穀、鴨蛋為大宗，而輸入品則以布匹、洋紗、煤油、黃豆為大宗。在公路未通以前，儋、臨兩縣南部之出口貨物多由南渡江經過金江鎮。由於澄邁縣人民政府一直設於金江鎮，因此金江鎮的經濟、文化、人口有了較大的發展，成為一個現代小城鎮。

## 城市图片

金江鎮市區全景圖：由南渡江南岸望向金江鎮
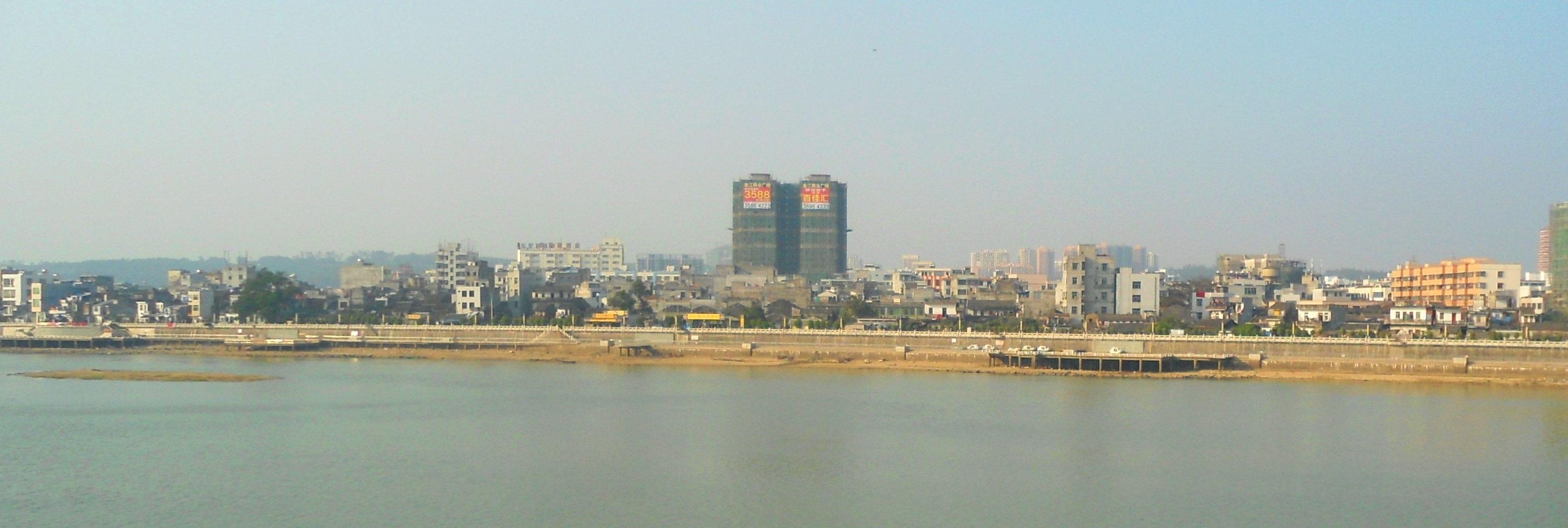